# (61) Dánae
(61) Dánae es un asteroide perteneciente al cinturón de asteroides descubierto por Hermann Mayer Salomon Goldschmidt desde París, Francia, el 9 de septiembre de 1860. Está nombrado por Dánae, un personaje de la mitología griega.

## Características orbitales
Dánae orbita a una distancia media del Sol de 2,983 ua, pudiendo alejarse hasta 3,483 ua y acercarse hasta 2,484 ua. Su excentricidad es 0,1674 y la inclinación orbital 18,21°. Emplea en completar una órbita alrededor del Sol 1882 días.